# Trongisvágur
Trongisvágur is een dorp dat behoort tot de gemeente Tvøroyrar kommuna in het oosten van het eiland Suðuroy op de Faeröer. Trongisvágur heeft 415 inwoners. De postcode is FO 826. Trongisvágur ligt aan het einde van de Trongisvágsfjørður fjord.